# Hottest Time Of The Day
『Hottest Time Of The Day』（ホッテスト・タイム・オブ・ザ・デイ）は、韓国の男性アイドルグループ2PMの1枚目のシングルアルバム（ミニ・アルバム）。JYPエンターテインメントより、2008年8月29日発売。

## トラックリスト
1. 10点満点中10点 (10점 만점에 10점)
2. Only You
3. Angel
4. 10点満点中10点(Old school ver.)
5. 10点満点中10点(Inst.)
6. Only You (Inst.)

## クレジット
- 10点満点中10点 (10점 만점에 10점) 
  - 作詞・作曲：J.Y.Park"The Asiansoul" (パク・ジニョン)
- Only You
  - 作詞・作曲：J.Y.Park"The Asiansoul" (パク・ジニョン)
- Angel
  - 作詞：권 태은(for The Playdog), 박 장근
  - 作曲：권 태은(for The Playdog)